# Alisa Kleybanova
Alisa Kleybanova, née le 15 août 1989 à Moscou, est une joueuse de tennis russe professionnelle.
Entraînée par Igor Pavlov, elle remporte les tournois juniors de Wimbledon en double filles (en 2003 avec Sania Mirza et 2006 avec Anastasia Pavlyuchenkova) et de l'US Open en 2005 avec Nikola Frankova. En 2008, chez les senior, elle atteint les huitièmes de finale à Wimbledon, battue par la future vainqueur Venus Williams. Elle récidive en 2009 à l'Open d'Australie où elle est éliminée par l'héroïne locale, Jelena Dokić, non sans avoir sorti préalablement la finaliste en titre Ana Ivanović.
En 2011, absente des tournois de Roland-Garros et Wimbledon, elle annonce le jour de son 22e anniversaire, le 15 juillet, qu'elle est atteinte de la maladie de Hodgkin ; le 29 février 2012, elle fait savoir qu'elle a vaincu son cancer grâce à des traitements reçus en Italie et qu'elle va pouvoir reprendre le cours de sa carrière.
Elle effectue un bref retour à la compétition à l'Open de Miami, puis met un terme à sa saison pour se concentrer sur sa préparation. Classée 544e mondiale en février 2013, elle annonce prévoir son retour complet à la compétition en simple et en double dans le courant de l'année.
Alisa Kleybanova compte deux titres en simple et cinq titres en double dames sur le circuit WTA.

## Palmarès

### Titres en simple dames
| No | Date       | Nom et lieu du tournoi       | Catégorie | Dotation  | Surface    | Finaliste        | Score    |          |
| -- | ---------- | ---------------------------- | --------- | --------- | ---------- | ---------------- | -------- | -------- |
| 1  | 22-02-2010 | Malaysian Open, Kuala Lumpur | Intern'l  | 220 000 $ | Dur (ext.) | Elena Dementieva | 6-3, 6-2 | Parcours |
| 2  | 20-09-2010 | Hansol Korea Open, Séoul     | Intern'l  | 220 000 $ | Dur (ext.) | Klára Zakopalová | 6-1, 6-3 | Parcours |

### Finale en simple dames
| No | Date       | Nom et lieu du tournoi                | Catégorie | Dotation  | Surface    | Vainqueure   | Score     |          |
| -- | ---------- | ------------------------------------- | --------- | --------- | ---------- | ------------ | --------- | -------- |
| 1  | 04-11-2010 | C. Bank Tournament of Champions, Bali | Intern'l  | 600 000 $ | Dur (int.) | Ana Ivanović | 6-2, 7-65 | Parcours |

### Titres en double dames
| No | Date       | Nom et lieu du tournoi          | Catégorie | Dotation    | Surface      | Partenaire               | Finalistes                           | Score            |          |
| -- | ---------- | ------------------------------- | --------- | ----------- | ------------ | ------------------------ | ------------------------------------ | ---------------- | -------- |
| 1  | 27-04-2009 | GP Princesse Lalla Meryem Fès   | Intern'l  | 220 000 $   | Terre (ext.) | Ekaterina Makarova       | Sorana Cîrstea Maria Kirilenko       | 6-3, 2-6, [10-8] | Parcours |
| 2  | 06-07-2009 | GDF Suez Grand Prix Budapest    | Intern'l  | 220 000 $   | Terre (ext.) | Monica Niculescu         | Alona Bondarenko Kateryna Bondarenko | 6-4, 7-65        | Parcours |
| 3  | 27-09-2009 | Toray Pan Pacific Open Tokyo    | Premier 5 | 2 000 000 $ | Dur (ext.)   | Francesca Schiavone      | Daniela Hantuchová Ai Sugiyama       | 6-4, 6-2         | Parcours |
| 4  | 02-01-2011 | Brisbane International Brisbane | Intern'l  | 220 000 $   | Dur (ext.)   | Anastasia Pavlyuchenkova | Klaudia Jans Alicja Rosolska         | 6-3, 7-5         | Parcours |
| 5  | 25-04-2011 | Estoril Open Estoril            | Intern'l  | 220 000 $   | Terre (ext.) | Galina Voskoboeva        | Eléni Daniilídou Michaëlla Krajicek  | 6-4, 6-2         | Parcours |

### Finale en double dames
| No | Date       | Nom et lieu du tournoi        | Catégorie | Dotation  | Surface      | Vainqueures                             | Partenaire         | Score    |          |
| -- | ---------- | ----------------------------- | --------- | --------- | ------------ | --------------------------------------- | ------------------ | -------- | -------- |
| 1  | 28-04-2008 | GP Princesse Lalla Meryem Fès | Tier IV   | 145 000 $ | Terre (ext.) | Sorana Cîrstea Anastasia Pavlyuchenkova | Ekaterina Makarova | 6-2, 6-2 | Parcours |

## Parcours en Grand Chelem

### En simple dames
| Année | Open d'Australie                                     | Open d'Australie | Internationaux de France | Internationaux de France | Wimbledon      | Wimbledon       | US Open         | US Open           |
| ----- | ---------------------------------------------------- | ---------------- | ------------------------ | ------------------------ | -------------- | --------------- | --------------- | ----------------- |
| 2008  | 2e tour (1/32)                                       | Anna Chakvetadze | 2e tour (1/32)           | Nadia Petrova            | 4e tour (1/8)  | Venus Williams  | 2e tour (1/32)  | Lindsay Davenport |
| 2009  | 4e tour (1/8)                                        | Jelena Dokić     | 1er tour (1/64)          | Polona Hercog            | 2e tour (1/32) | Regina Kulikova | 1er tour (1/64) | Petra Kvitová     |
| 2010  | 3e tour (1/16)                                       | Justine Henin    | 3e tour (1/16)           | Yaroslava Shvedova       | 3e tour (1/16) | Venus Williams  | 2e tour (1/32)  | Sara Errani       |
| 2011  | 2e tour (1/32)                                       | Simona Halep     | -                        | -                        | -              | -               | -               | -                 |
| 2013  | -                                                    | -                | -                        | -                        | -              | -               | 2e tour (1/32)  | Jelena Janković   |
| 2014  | Q1 \|\| style="text-align:left" \| Kristýna Plíšková | 1er tour (1/64)  | Simona Halep             | 1er tour (1/64)          | Lauren Davis   | -               | -               |                   |

À droite du résultat, l’ultime adversaire.

### En double dames
| Année | Open d'Australie             | Open d'Australie           | Internationaux de France    | Internationaux de France | Wimbledon                    | Wimbledon                 | US Open                    | US Open                     |
| ----- | ---------------------------- | -------------------------- | --------------------------- | ------------------------ | ---------------------------- | ------------------------- | -------------------------- | --------------------------- |
| 2008  | -                            | -                          | 2e tour (1/16) E. Makarova  | Cara Black Liezel Huber  | 1er tour (1/32) D. Cibulková | S. Cîrstea M. Niculescu   | 2e tour (1/16) E. Makarova | A. Bondarenko K. Bondarenko |
| 2009  | 1er tour (1/32) Chakvetadze  | Cara Black Liezel Huber    | 2e tour (1/16) Jelena Dokić | Cara Black Liezel Huber  | 1/4 de finale E. Makarova    | Anabel Medina V. Ruano    | 1/2 finale E. Makarova     | S. Williams V. Williams     |
| 2010  | 1/4 de finale F. Schiavone   | Cara Black Liezel Huber    | 2e tour (1/16) F. Schiavone | M. Niculescu Shahar Peer | -                            | -                         | 2e tour (1/16) E. Makarova | Polona Hercog Petra Martić  |
| 2011  | 2e tour (1/16) Anabel Medina | O. Govortsova Kudryavtseva | -                           | -                        | -                            | -                         | -                          | -                           |
| 2013  | -                            | -                          | -                           | -                        | -                            | -                         | 1er tour (1/32) C. McHale  | Anabel Medina F. Pennetta   |
| 2014  | -                            | -                          | 3e tour (1/8) J. Janković   | Cara Black Sania Mirza   | 1er tour (1/32) J. Janković  | Sara Errani Roberta Vinci | -                          | -                           |

Sous le résultat, la partenaire ; à droite, l’ultime équipe adverse.

### En double mixte
| Année | Open d'Australie             | Open d'Australie             | Internationaux de France   | Internationaux de France     | Wimbledon                     | Wimbledon                  | US Open                      | US Open               |
| ----- | ---------------------------- | ---------------------------- | -------------------------- | ---------------------------- | ----------------------------- | -------------------------- | ---------------------------- | --------------------- |
| 2008  | -                            | -                            | -                          | -                            | 1er tour (1/32) S. Ratiwatana | M. Kirilenko Igor Andreev  | -                            | -                     |
| 2009  | 1er tour (1/16) Bruno Soares | P. Schnyder Wesley Moodie    | 1/4 de finale Bruno Soares | A.-L. Grönefeld Mark Knowles | 2e tour (1/16) Bruno Soares   | V. Ruano Stephen Huss      | 1er tour (1/16) Bruno Soares | V. Ruano Stephen Huss |
| 2010  | 2e tour (1/8) Max Mirnyi     | B. Z. Strýcová Oliver Marach | 1/4 de finale Max Mirnyi   | N. Llagostera Oliver Marach  | 3e tour (1/8) Max Mirnyi      | Lisa Raymond Wesley Moodie | -                            | -                     |
| 2011  | 1er tour (1/16) Max Mirnyi   | Cara Black Leander Paes      | -                          | -                            | -                             | -                          | -                            | -                     |

Sous le résultat, le partenaire ; à droite, l’ultime équipe adverse.

## Parcours en «Premier Mandatory» et «Premier 5»
Découlant d'une réforme du circuit WTA inaugurée en 2009, les tournois WTA « Premier Mandatory » et « Premier 5 » constituent les catégories d'épreuves les plus prestigieuses, après les quatre levées du Grand Chelem.

### En simple dames
| Année |              | Premier Mandatory            | Premier Mandatory           | Premier Mandatory          | Premier Mandatory         |       | Premier 5 | Premier 5                       | Premier 5                | Premier 5                   | Premier 5                   | Premier 5 | Premier 5                   |
| Année | Indian Wells | Miami                        | Madrid                      | Pékin                      |                           | Dubaï | Rome      | Canada                          | Cincinnati               |                             | Tokyo                       |           |                             |
| Année | Indian Wells | Miami                        | Madrid                      | Pékin                      |                           | Doha  | Rome      | Canada                          | Cincinnati               |                             | Wuhan                       |           |                             |
| Année | Indian Wells | Miami                        | Madrid                      | Pékin                      |                           |       | Rome      | Canada                          | Cincinnati               |                             |                             |           |                             |
| 2009  |              | 3e tour (1/16) N. Llagostera | 4e tour (1/8) S. Kuznetsova | 3e tour (1/8) C. Wozniacki | 2e tour (1/16) M. Bartoli |       |           | 2e tour (1/16) A. Ivanović      | 1er tour (1/32) A. Rezaï | 1/2 finale M. Sharapova     | 2e tour (1/16) V. Zvonareva |           | 3e tour (1/8) M. Sharapova  |
| 2010  |              | 1/4 de finale J. Janković    | 2e tour (1/32) S. Errani    | 2e tour (1/16) S. Peer     | 2e tour (1/16) Li N.      |       |           | 1er tour (1/32) A.-L. Grönefeld | 1er tour (1/32) R. Vinci | 2e tour (1/16) F. Pennetta  | 2e tour (1/16) A. Radwańska |           | 1er tour (1/32) A. Ivanović |
| 2011  |              | 4e tour (1/8) C. Wozniacki   | 2e tour (1/32) E. Makarova  | 2e tour (1/16) R. Vinci    |                           |       |           | 1/4 de finale F. Pennetta       | 2e tour (1/16) S. Peer   |                             |                             |           |                             |
| 2012  |              |                              | 2e tour (1/32) M. Kirilenko |                            |                           |       |           |                                 |                          |                             |                             |           |                             |
| 2013  |              |                              |                             |                            |                           |       |           |                                 |                          | 1er tour (1/32) E. Bouchard | 2e tour (1/16) A. Kerber    |           |                             |
| 2014  |              | 4e tour (1/8) S. Stephens    | 2e tour (1/32) Li N.        |                            |                           |       |           | 3e tour (1/8) J. Janković       |                          |                             |                             |           |                             |

Sous le résultat, l’ultime adversaire.

### En double dames
N.B. : le nom de la partenaire se trouve sous le résultat ; le nom des ultimes adversaires se trouve à droite.

## Parcours en Fed Cup
| #                                                               | Date       | Lieu     | Surface      | Gagnante(s)                          | Perdante(s)                  | Score         |          |
|                                                                 |            |          |              |                                      |                              |               |          |
| 2009 - 1/4 de finale (groupe mondial) - Russie - Chine - 5 : 0  |            |          |              |                                      |                              |               |          |
| 1                                                               | 07/02/2009 | Moscou   | Dur (int.)   | Alisa Kleybanova                     | Sun Tiantian                 | 6-1, 6-1      | Parcours |
|                                                                 |            |          |              |                                      |                              |               |          |
| 2010 - 1/4 de finale (groupe mondial) - Serbie - Russie - 2 : 3 |            |          |              |                                      |                              |               |          |
| 2                                                               | 06/02/2010 | Belgrade | Dur (int.)   | Jelena Janković                      | Alisa Kleybanova             | 4-6, 6-4, 6-0 | Parcours |
| 2                                                               | 06/02/2010 | Belgrade | Dur (int.)   | Alisa Kleybanova                     | Ana Ivanović                 | 6-2, 6-3      | Parcours |
| 2                                                               | 06/02/2010 | Belgrade | Dur (int.)   | Alisa Kleybanova Svetlana Kuznetsova | Ana Ivanović Jelena Janković | 6-1, 6-4      | Parcours |
|                                                                 |            |          |              |                                      |                              |               |          |
| 2013 - Finale (groupe mondial) - Italie - Russie - 4 : 0        |            |          |              |                                      |                              |               |          |
| 3                                                               | 02/11/2013 | Cagliari | Terre (ext.) | Sara Errani                          | Alisa Kleybanova             | 6-1, 6-1      | Parcours |

## Classements WTA en fin de saison
| Année          | 2003 | 2004 | 2005 | 2006 | 2007 | 2008 | 2009 | 2010 | 2011 | 2012 | 2013 | 2014 | 2015 | 2016 | 2017 |
| Rang en simple | 623  | 364  | 244  | 262  | 150  | 33   | 29   | 25   | 69   | 549  | 185  | 140  | -    | 661  | 359  |
| Rang en double | -    | 365  | 580  | 168  | 116  | 83   | 14   | 42   | 75   | -    | 389  | 88   | -    | -    | 652  |

Source : (en) Classements de Alisa Kleybanova sur le site officiel de la Fédération internationale de tennis